# Prosevania peradeniyae
Prosevania peradeniyae är en stekelart som först beskrevs av Cameron 1905.  Prosevania peradeniyae ingår i släktet Prosevania och familjen hungersteklar. Inga underarter finns listade i Catalogue of Life.